# Підмаренник найтонший
Підмаренник найтонший (Galium tenuissimum) — вид квіткових рослин родини маренових (Rubiaceae).

## Біоморфологічна характеристика
Це однорічна рослина 5–50(60) см заввишки. Стебла тонкі, висхідні, дуже розгалужені, 4-кутні. Листки в середній частині стебла в кільцях по 6–8, сидячі чи майже так, від лінійних до зворотно-ланцетних, (4)8–15(20) × 0.5–1(2) мм, верхівка від гострої до загостреної. Суцвіття широко-волотисте, нещільне. Квітки білувато- чи жовтувато-зелені. Віночок голий, 1.5–2 мм у діаметрі.

## Поширення
Сомалі та Євразія від Балканського півострова до Сіньцзяну та зх. Гімалаїв.
В Україні вид зростає на щебенистих та скелястих схилах гір — на півдні Лівобережного Степу та в Криму